# Alexander Spitzmüller
Alexander Spitzmüller, též Alexander Freiherr von und zu Spitzmüller-Harmersbach (12. června 1862 Vídeň – 5. září 1953 Velden am Wörther See), byl rakousko-uherský, respektive předlitavský státní úředník, bankéř a politik, v letech 1915–1916 ministr obchodu Předlitavska, v letech 1916–1917 ministr financí Předlitavska a v roce 1918 v době zániku monarchie jeden z posledních společných ministrů financí Rakouska-Uherska.

## Biografie
Byl synem známého vídeňského lékaře. Studoval na gymnáziu a pak práva na Vídeňské univerzitě. Nastoupil jako úředník na finanční prokuraturu a od roku 1886 pracoval na ministerstvu financí. Když byl ministrem financí Čech Josef Kaizl, jmenoval Spitzmüllera do čela úřadu ministerstva a oba spolu měli vstřícné vztahy, ale kvůli česko-německému napětí se jejich vztah později zhoršil a Spitzmüller přešel na post rozpočtového referenta. I nadále pak působil jako vysoký ministerský úředník v rezortu financí za následujících ministrů. V roce 1904 se stal sekčním šéfem a byl zemským finančním ředitelem v Dolních Rakousích. V roce 1906 ho ministerský předseda Max Beck pověřil dozorem nad rakousko-uherským finančním vyrovnáním. Po úspěšném zvládnutí těchto jednání mu panovník František Josef osobně poděkoval. V roce 1909 ovšem pro neshody s ministrem Leonem von Bilinskim odešel z ministerstva do vedení banky Creditanstalt.
Za vlády Karla Stürgkha se dodatečně stal ministrem obchodu. Funkci zastával od 30. listopadu 1915 do 21. října 1916. Znovu se členem kabinetu stal za vlády Heinricha Clam-Martinice, nyní jako ministr financí Předlitavska. Nový panovník Karel I. dokonce Spitzmüllera coby svého oblíbence prosazoval na post předsedy vlády, ale to nebylo přijato. Na postu ministra financí musel řešit zhoršující se stav veřejných financí. Hodlal zastavit další zadlužování vypsáním nových daní. Neúspěšně se na vysoký post na ministerstvu snažil prosadit rakouského ekonoma Josefa Aloise Schumpetera. Jeho ministerské působení netrvalo dlouho. Martinicova vláda padla brzy po obnovení parlamentního života v Předlitavsku.
Několik následujících měsíců byl bez trvalého uplatnění. Původně měl sice nastoupit na post guvernéra centrální banky Oesterreichisch-ungarische Bank, ale jeho nástupce na postu ministra financí Ferdinand von Wimmer si chtěl tento post podržet pro případ pádu vlády. V období 7. září 1918 – 4. listopadu 1918 byl společným ministrem financí Rakouska-Uherska.
Po vzniku samostatné Rakouské republiky působil v bankovnictví. Stal se guvernérem Oesterreichisch-ungarische Bank, ovšem bylo to již po rozpadu monarchie. Vedl tak hlavně její likvidaci a dělení na nástupnické centrální banky nových středoevropských států. Zároveň se potýkal s inflací a politickými tlaky na tisk nových peněz. Od roku 1923 byl opět bez veřejné funkce. V roce 1931 nastoupil na post ředitele ústavu Creditanstalt, který ovšem procházel závažnou krizí. Dožil se 91 let a býval někdy označován za posledního žijícího člena rakousko-uherských vlád (ministr železnic Ernst Schaible ovšem žil až do roku 1956). O svém působení ve veřejném životě vydal knihu vzpomínek.
Jeho syn Alexander Spitzmüller byl hudebním skladatelem.